# Genocid u Srebrenici
Genocid u Srebrenici je ratni zločin izvršen u razdoblju od 13. do 19. srpnja 1995. godine, tijekom rata u Bosni i Hercegovini, u kojemu su Vojska Republike Srpske i posebna srbijanska vojna postrojba Škorpioni ubila najmanje 8372 bošnjačkih muškaraca i dječaka s područja enklave Srebrenica.
Srebreničku enklavu je 1993. godine Vijeće sigurnosti UN-a proglasilo zaštićenim područjem, a zauzele su je srpske snage 11. srpnja 1995. godine. Prema standardnim podatcima, srpske snage ubile su između 7000 i 8000 nenaoružanih Bošnjaka među kojima su se nalazili dječaci i muškarci u dobi od 13 do 77 godina. Prvi osuđeni za zločin u Srebrenici koji je priznao kazneno djelo ubojstva bio je plaćenik 10. diverzantskog odreda Dražen Erdemović, koji je osuđen u studenome 1996. na pet godina zatvora. Nakon tri i pol godine zatvora, Erdemović je bio oslobođen, a na temelju njegova iskaza iz kolovoza 2001. osuđen je general Radislav Krstić.
Pad bošnjačke enklave Žepe, koju je Vijeće sigurnosti UN-a 1993. godine proglasilo zaštićenim područjem, dogodio se 25. srpnja 1995. godine. Kao posljedica sukoba između srpskih snaga i Armije RBiH poginulo je oko 70 ljudi. Ranjeni civili evakuirani su u Sarajevo i Kladanj, a oko 500 zarobljenika razmijenjeno je za Srbe. Jedina neratna žrtva zločina u Žepi bio je pukovnik ARBiH Avdo Palić kojega su Srbi zarobili tijekom pregovora o uvjetima predaje žepačkog garnizona 27. srpnja 1995. u kampu UNPROFOR-a, te je kasnije ubijen.
Nakon pada Srebrenice i Žepe, NATO je usvojio plan bombardiranja srpskih ciljeva i prijetnjom sile kako bi spriječili napade srpskih snaga na zaštićenu zonu u Goraždu. Tvrdnja predsjednika Alije Izetbegovića da je nestalo između 7 i 10 tisuća muslimana, kao i druga granata na tržnici u Markalama u Sarajevu, bili su povod za masovno bombardiranje Republike Srpske. Konačno su u kolovozu 1995. godine hrvatske snage - HV i HVO, zajedno s Armijom RBiH potisnuli Vojsku Republike Srpske u akcijama koje su trajale do prosinca 1995. godine, omogućivši potpisivanje Daytonskog mirovnog sporazuma kojim je zaključen rat u BiH.
Međunarodni sud za ratne zločine počinjene na području bivše Jugoslavije, Europski parlament i Ured visokog predstavnika za BiH, označili su pokolj u Srebrenici kao genocid.
Službena vlast Republike Srpske preuzela je odgovornost za počinjeni pokolj u Srebrenici 2003. godine. Narodna skupština Republike Srbije osudila je pokolj 2010. U siječnju 2007. godine Međunarodni sud za ratne zločine počinjene na području bivše Jugoslavije označio je djelovanje srpskih snaga u Srebrenici kao genocid. Europski parlament je u siječnju 2009. godine proglasio 11. srpnja „Danom sjećanja na genocid u Srebrenici”.
Dana 23. svibnja 2024. godine, Ujedinjeni Narodi usvojili su rezoluciju kojom se 11. srpnja proglašava Međunarodnim danom sjećanja na genocid u Srebrenici, a kojom se također osuđuje negiranje genocida i veličanje osuđenih za ratne zločine.

## Uvod
Bosna i Hercegovina je svoj put prema nezavisnosti započela 15. listopada 1991. godine parlamentarnom deklaracijom o suverenosti. Europska zajednica priznala je Republiku Bosnu i Hercegovinu 6. travnja 1992. godine, a Sjedinjene Države učinile su to idućeg dana. Međutim, stvar nije bila riješena međunarodnim priznanjem jer je u to vrijeme počela ofenziva srpskih snaga sa svrhom osvajanja i etničkog čišćenja teritorija. Međunarodna zajednica pokušala je u više navrata uspostaviti mir, no ti su pokušaji imali tek ograničen uspjeh. U istočnom dijelu Bosne, koji je u blizini Srbije, razvio se osobito žestok napad Srba.
Srbi su namjeravali sačuvati Bosnu i Hercegovinu kao sastavni dio bivše države. To je bio njihov temeljni i dugoročni politički cilj u Bosni i Hercegovini. Željeli su živjeti u istoj državi s drugim Srbima, a jedina država koja je to mogla jamčiti bila je Jugoslavija. Srbi su shvatili da područje srednjeg Podrinja za njih ima golemo strateško značenje. Bez srednjeg Podrinja ne bi bilo Republike Srpske, ne bi bilo teritorijalnog integriteta srpskih etničkih teritorija. Umjesto toga, srpsko bi stanovništvo bilo prisiljeno prihvatiti takozvani status enklave na svojim etničkim teritorijama. Teritorij bi bio podijeljen na dva dijela, cijelo područje bi bilo razbijeno i bilo bi odvojeno od same Srbije i područja nastanjenih gotovo 100% srpskim stanovništvom.
Usprkos tome što je u Srebrenici stanovništvo bilo pretežno bošnjačko, srpske paravojne snage s tog područja i iz susjednih dijelova istočne Bosne početkom su 1992. godine na nekoliko tjedana okupirale grad. Međutim, u svibnju 1992. godine skupina boraca Armije RBiH pod komandom Nasera Orića uspjela je ponovo osvojiti Srebrenicu. Tijekom nekoliko idućih mjeseci Orić i njegovi ljudi širili su oslobođeni teritorij serijom iznenadnih napada. Do rujna 1992. godine snage Armije RBiH iz Srebrenice spojile su se sa snagama iz Žepe, grada pod bošnjačkom kontrolom južno od Srebrenice. Do siječnja 1993. godine enklava je dodatno proširena, tako da je uključivala Cersku, enklavu pod kontrolom Bošnjaka, koja se nalazila zapadno od Srebrenice. U to je vrijeme srebrenička enklava dostigla svoj najveći opseg od 900 kvadratnih kilometara, no nikada se nije spojila s glavnim područjem pod bosanskom kontrolom na zapadu i ostala je ranjiv otok usred teritorija pod kontrolom Srba.
Vidi također:Napad na Kravicu
U siječnju 1993. godine na pravoslani Božić muslimanske snage napale su srpsko selo Kravice. Ubijeno je 49 Srba među kojima je bio i veliki broj civila. Srbi su odgovorili protunapadom koji je trajao nekoliko idućih mjeseci, osvojivši na kraju sela Konjević Polje i Cersku, prekinuvši vezu između Srebrenice i Žepe i smanjivši veličinu srebreničke enklave na 150 kvadratnih kilometara. Stanovnici obližnjih područja, Bošnjaci, slili su se u grad Srebrenicu, tako da se broj njegovih stanovnika popeo na 50 000 do 60 000 ljudi. Za vrijeme tih vojnih aktivnosti u mjesecima nakon siječnja 1993. pojavili su se izvještaji o teroru Bošnjaka nad srpskim civilima, kao i o srpskom teroru nad bošnjačkim civilima.
Zapovjednik Zaštitnih snaga UN-a (UNPROFOR), francuski general Philippe Morillon posjetio je Srebrenicu u ožujku 1993. Do tada je grad već postao prenapučen i vladali su uvjeti opsade. Srpske su snage u svom napredovanju prekinule dovod vode, tako da u gradu tekuće vode gotovo i nije bilo. Ljudi su struju dobivali iz improviziranih električnih generatora. Hrana, lijekovi i druge nužne potrepštine bili su izuzetno rijetki. Prije odlaska, general Morillon je na javnom skupu uspaničenim stanovnicima Srebrenice rekao da se grad nalazi pod zaštitom UN-a i da ih on nikada neće napustiti.
Između ožujka i travnja 1993. godine iz Srebrenice je pod pokroviteljstvom Visokog povjerenstva UN-a za izbjeglice (UNHCR) evakuirano između 8.000 i 9.000 Bošnjaka. Evakuacijama su se, međutim, protivile bosanske vlasti u Sarajevu, smatrajući da se time doprinosi etničkom čišćenju teritorija.
Srpske su vlasti i dalje ostale usredotočene na zauzimanje enklave, koja je zbog svoje blizine srpskoj granici i zbog činjenice da je bila potpuno okružena teritorijem pod kontrolom Srba bila i strateški važna i lako osvojiva. Srbi su 13. travnja 1993. godine predstavnicima UNHCR-a rekli da će u roku od dva dana napasti grad ako se Bošnjaci ne predaju i ne pristanu na evakuaciju.

### Travanj 1993.: Vijeće sigurnosti proglašava Srebrenicu ‘zaštićenom zonom’
Vijeće sigurnosti je 16. travnja 1993. godine reagiralo tako što je donijelo rezoluciju kojom je proglasio da «sve strane i drugi, Srebrenicu i njenu okolinu trebaju smatrati ‘zaštićenom zonom’ koja se ne smije oružano napadati niti izlagati nekom drugom neprijateljskom činu.» Istovremeno je Vijeće sigurnosti pod zaštitu UN-a stavilo još dvije enklave, Žepu i Goražde.
Prva skupina vojnika UNPROFOR-a stigla je u Srebrenicu 18. travnja 1993. godine.
Općenito se smatralo da su srpske snage koje su okruživale enklavu disciplinirane i dobro naoružane. VRS (Vojska Republike Srpske) bila je organizirana po teritorijalnom principu i Srebrenica je pripadala području pod kontrolom Drinskog korpusa. Oko enklave je bilo razmješteno između 1.000 i 2.000 vojnika iz tri brigade Drinskog korpusa. Te su snage bile opremljene tenkovima, oklopnim vozilima, topničkim oružjem i minobacačima. Jedinica ARBiH koja je ostala u enklavi, naime 28. divizija, nije bila ni dobro organizirana ni dobro opremljena. Nedostajala je čvrsta komandna struktura i sistem komunikacije; neki od vojnika ARBiH imali su stare lovačke puške ili uopće nisu imali oružja, a samo nekolicina njih imala je prave uniforme. Međutim, Raspravno vijeće Haaškog suda saslušalo je i svjedočenja da 28. divizija nije bila onako slaba kakvom su je neki opisivali. Sigurno je da je broj ljudi u 28. diviziji nadmašivao broj ljudi u Drinskom korpusu, te da su se protiv snaga VRS-a na tom području redovno provodila izviđanja i diverzije.
Od samog početka obje su strane u sukobu kršile sporazum o ‘zaštićenoj zoni’. Raspravno vijeće čulo je svjedočenja o smišljenoj strategiji Srba da se međunarodnim konvojima pomoći ograniči pristup u enklavu. Pukovnik Thomas Karremans (zapovjednik Nizozemskog bataljuna) izjavio je u svom svjedočenju da su srpske snage sprečavale njegovom ljudstvu da se vrati u enklavu, te da se sprečavalo i unošenje opreme i municije. Nužne potrepštine, poput hrane, lijekova i goriva, bivale su sve rjeđe. Neki Bošnjaci u Srebrenici žalili su se na napade srpskih vojnika.
Raspravno je vijeće saslušalo velikim dijelom neosporeno i vjerodostojno svjedočenje o sustavnom odbijanju Bošnjaka da se pridržavaju sporazuma o demilitarizaciji ‘zaštićene zone’. Bosanski su helikopteri letjeli kršeći time odredbu o zoni zabrane letenja, ARBiH je otvarala vatru prema srpskim linijama i kretala se kroz ‘zaštićenu zonu’, 28. divizija nastavila se naoružavati, a ARBiH je prisvojila barem jedan dio humanitarne pomoći koja je stizala u enklavu. Srbima se činilo da bosanske snage u Srebrenici koriste ‘zaštićenu zonu’ kao prikladnu bazu za pokretanje ofenziva protiv VRS-a, a da UNPROFOR ništa ne čini kako bi to spriječio. General Halilović je priznao da su bosanski helikopteri letjeli i time kršili zabranu letenja, te da je on osobno poslao osam helikoptera s municijom za 28. diviziju. U moralnom smislu on to nije shvaćao kao kršenje sporazuma o ‘zaštićenoj zoni’, s obzirom na to da su Bošnjaci od početka bili iznimno loše opskrbljeni oružjem.

### Početak 1995.: u srebreničkoj ‘zaštićenoj zoni’ stanje se pogoršava
Početkom 1995. godine do enklave je uspijevalo stići sve manje konvoja sa zalihama. Vojnici Nizozemskog bataljuna koji su stigli u siječnju 1995. vidjeli su kako se situacija tokom mjeseci nakon njihovog dolaska rapidno pogoršava. Već siromašni izvori opskrbe civilnog stanovništva još su se više smanjili, pa su čak i zalihe hrane, lijekova, goriva i municije snaga UN-a postale kritično oskudne. Na kraju su mirotvorne snage imale toliko malo goriva da su bile prisiljene enklavom patrolirati pješice. Vojnicima Nizozemskog bataljona, koji su radi dopusta napustili to područje, nije bilo dopušteno da se vrate te je njihov broj sa 600 opao na 400 ljudi.
Od srpske vojske stizali su i drugi zloslutni znakovi. U ožujku i travnju nizozemski vojnici primijetili su jačanje srpskih snaga u blizini dvije promatračke točke, OP Romeo i OP Quebec. Činilo se da su novopridošli srpski vojnici opremljeniji i discipliniraniji. Jedan od komandanata bosanskih snaga rekao je jednom vojniku Nizozemskog bataljuna da Srbi imaju u planu zauzeti te dvije promatračke točke.

### Proljeće 1995.: Srbi planiraju napad na srebreničku ‘zaštićenu zonu’
U ožujku 1995. godine Radovan Karadžić, predsjednik Republike Srpske (RS), reagirajući na pritisak međunarodne zajednice da se okonča rat i na tekuće napore da se pregovorima postigne mirovni sporazum, izdao je direktivu VRS-u u vezi s dugoročnom strategijom snaga VRS-a u enklavi. U toj direktivi, poznatoj pod nazivom «Direktiva 7», konkretno se navodi da VRS treba:
»[...] izvršiti potpuno fizičko odvajanje Srebrenice od Žepe, čime sprečiti i pojedinačno komuniciranje između ovih enklava. Svakodnevnim planskim i osmišljenim borbenim aktivnostima stvoriti uvjete totalne nesigurnosti, nepodnošljivosti i besperspektivnosti daljnjeg opstanka i života meštana u Srebrenici.«
Točno kao što je i bilo predviđeno tom direktivom, sredinom 1995. godine humanitarna je situacija za bosansko-muslimanske civile i vojno osoblje u enklavi postala katastrofalna. Početkom srpnja 1995. godine iz niza izvještaja 28. divizije vidi se kako su snage ABiH u enklavi hitno tražile deblokadu koridora za humanitarnu pomoć i kako su, kada to nije uspjelo, civili počeli umirati od gladi.

### Razdoblje od6.do11. srpnja1995.: zauzimanje Srebrenice
Ofanziva VRS-a na Srebrenicu i Žepu, pod nazivom Operacija Krivaja 95 i Stupčanica 95, započela je 6. srpnja 1995. Sljedećih dana, pet promatračkih točaka UNPROFOR-a u južnom dijelu enklave padaju jedna za drugom zbog napredovanja snaga bosanskih Srba. Neki od nizozemskih vojnika povukli su se u enklavu nakon što su njihovi položaji bili napadnuti, dok su se posade drugih promatračkih točaka predale bosanskim Srbima. Istovremeno su se obrambene snage ABiH našle pod teškom vatrom i bile potisnute natrag prema gradu.
Ujutro 10. srpnja 1995. godine situacija u samoj Srebrenici bila je napeta. Stanovnici, od kojih su neki bili naoružani, preplavili su ulice grada. Pukovnik Karremans slao je hitne zahtjeve kojima je tražio zračnu podršku NATO-a radi obrane grada, no nikakva pomoć nije stigla do otprilike 14:30 sati 11. srpnja 1995. godine, kada je NATO bombardirao tenkove VRS-a koji su se primicali gradu. Zrakoplovi NATO-a pokušali su bombardirati i artiljerijske položaje VRS-a iznad grada, no tu su operaciju morali prekinuti zbog slabe vidljivosti. Planovi NATO-a da nastavi sa zračnim napadima odbačeni su nakon što je VRS zaprijetio da će ubiti nizozemske vojnike koji su se nalazili u zarobljeništvu VRS-a, te da će granatirati bazu UN-a u Potočarima, izvan grada, kao i okolna područja, na koja je pobjeglo 20.000 do 30.000 civila. 

## Masakr

### Masa ljudi u Potočarima
Suočeni s činjenicom da je Srebrenica pala pod kontrolu srpskih snaga, tisuće je bošnjačkih stanovnika Srebrenice pobjeglo u Potočare kako bi potražili zaštitu u bazi UN-a. Do večeri 11. srpnja 1995. godine u Potočarima se okupilo između 20.000 i 25.000 bošnjačkih izbjeglica. Njih nekoliko tisuća nahrupilo je u samu bazu UN-a, dok su se drugi smjestili po obližnjim tvornicama i poljima. Iako su tamo velikom većinom bili okupljeni žene, djeca, starci i invalidi, svjedoci su procijenili da se u samoj bazi UN-a nalazilo najmanje 300 muškaraca, dok ih je u masi izvan baze bilo između 600 i 900.
Uvjeti u Potočarima bili su nehumani. Bilo je vrlo malo hrane i vode, a srpanjske vrućine su bile nesnosne. Jedan od časnika Nizozemskog bataljuna opisao je situaciju na sljedeći način:
»Bili su u stanju panike, bili su uplašeni i gurali su se prema vojnicima, mojim vojnicima, vojnicima UN-a koji su ih pokušavali smiriti. Ljudi koji bi pali, bili su pregaženi. Situacija je bila kaotična.«

#### Dana12.i13. srpnja: zločini u Potočarima
Kako je prolazio dan 12. srpnja 1995. godine, ionako teški fizički uvjeti postali su još gori zbog aktivne kampanje terora, koja je povećala paniku stanovništva, tako da su svi izbezumljeno željeli otići. Izbjeglice u bazi vidjele su srpske vojnike kako pale kuće i stogove sijena. Dana 12. srpnja poslijepodne srpski su se vojnici umiješali u masu. Jedan se svjedok sjeća kako je čuo vojnike da psuju bosanske muslimane i govore im da odu, da će biti poklani, da je to srpska zemlja. Došlo je do ubojstava.
U kasnim jutarnjim satima 12. srpnja jedan je svjedok vidio hrpu od 20 do 30 tijela nagomilanih iza zgrade «Transporta» u Potočarima, uz neki stroj nalik na traktor. Drugi je svjedok izjavio da je 12. srpnja oko podneva vidio jednog vojnika kako je nožem ubio dijete usred gomile prognanika. Izjavio je također da je iza tvornice cinka vidio srpske vojnike kako ubijaju više od stotinu bošnjačkih muškaraca i potom tovare njihova tijela na kamion.
Kako se smračilo, teror se pojačao. Krici, puščana paljba i drugi zastrašujući zvuci mogli su se čuti tokom cijele noći i nitko nije mogao spavati. Vojnici su izvlačili ljude iz gomile i odvodili ih. Neki bi se vratili, a neki ne. Jedan je svjedok ispričao da su te noći odveli trojicu braće, od kojih je jedan bio tek dijete, dok su ostali bili adolescenti. Kada ih je majka krenula tražiti, našla ih je zaklane.
Te noći je bolničar Nizozemskog bataljuna naletio na dvojicu srpskih vojnika koji su silovali jednu mladu ženu:
»Vidjeli smo dvojicu srpskih vojnika, od kojih je jedan čuvao stražu, a drugi je, skinutih hlača, ležao na jednoj djevojci. Vidjeli smo da djevojka leži na tlu, na nekoj vrsti dušeka. Na dušeku je bilo krvi, čak je i ona bila pokrivena krvlju. Na nogama je imala modrice. I po nogama joj je tekla krv. Bila je u potpunom šoku. Bila je potpuno izbezumljena.«
Tijekom noći i rano idućeg jutra mnoštvom su se proširile priče o silovanjima i ubojstvima, pa je u logoru zavladao još veći strah.

#### Odvajanje bošnjačkih muškaraca u Potočarima
Od jutra 12. srpnja srpske su snage počele izdvajati muškarce od ostalih izbjeglica u Potočarima i zadržavati ih na zasebnim mjestima. Jedan svjedok iz Nizozemskog bataljuna vidio je kako muškarce odvode na jednu lokaciju ispred tvornice cinka i potom kako ih iste večeri odvoze kamionom. Nadalje, kada su se bošnjačke izbjeglice počele ukrcavati u autobuse, srpski su vojnici sustavno izdvajali vojno sposobne muškarce koji su se u gužvi pokušavali ukrcati. Ponekad bi zadržali i mlađe i starije muškarce. Ti su ljudi odvođeni u zgradu u Potočarima poznatu kao «bijela kuća». Već je uvečer 12. srpnja major Robert Franken, zapovjednik Nizozemskog bataljuna, čuo da muškarci ne pristižu zajedno sa ženama i djecom na odredište u Kladnju.
Dana 13. srpnja vojnici Nizozemskog bataljona primijetili su jasne znake da Srbi ubijaju neke od izdvojenih bošnjačkih muškaraca. Tako je, na primjer, vodnik David Vaasen vidio dvojicu vojnika kako jednog čovjeka odvode iza «bijele kuće». Čuo je potom hitac i vidio kako se ta dvojica vojnika vraćaju sami. Jedan drugi časnik Nizozemskog bataljuna vidio je srpske vojnike kako jednog nenaoružanog čovjeka ubijaju hicem u glavu. Čuo je i 20-40 hitaca iz vatrenog oružja na sat tokom cijelog poslijepodneva. Kada su nizozemski vojnici pukovniku Josephu Kingoriju, vojnom promatraču Ujedinjenih naroda (UNMO) na području Srebrenice, rekli da odvode muškarce iza «bijele kuće» i da se ti muškarci više ne vraćaju, pukovnik Kingori se tamo uputio da bi ispitao što se događa. Kako se približavao tom mjestu, začuo je pucnje, no srpski su ga vojnici zaustavili prije no što je mogao ustanoviti što se događa.
Prema presudi po žalbi u predmetu Radislav Krstić: 
„Odluka da se ne ubiju žene ili djeca može se objasniti osjetljivošću bosanskih Srba na javno mnijenje. Za razliku od ubijanja zarobljenih vojnika, takva akcija nije se mogla lako držati u tajnosti ili prikriti kao vojna operacija, te je stoga nosila povećan rizik od privlačenja međunarodne osude... Međunarodna pažnja usmjerena na Srebrenicu, u kombinaciji s prisustvom trupa UN-a u tom području, spriječila je članove Glavnog štaba VRS-a koji su osmislili genocidni plan da ga provedu na najdirektniji i najefikasniji način. Ograničeni okolnostima, usvojili su metodu koja bi im omogućila da provedu genocidni plan uz minimiziranje rizika od odmazde.“
Ipak, jedan dio je pogubljen, po preliminarnoj listi ubijene djece u genocidu u Srebrenici je ubijeno 499 djece.  Konačan popis ubijene djece u genocidu u Srebrenici uključuje 694 djece.

### Kolona bošnjačkih muškaraca
Kako je situacija u Potočarima uvečer 11. srpnja postajala sve kritičnija, među Bošnjacima se proširio glas da se vojno sposobni muškarci trebaju povući u šumu, organizirati kolonu zajedno s pripadnicima 28. divizije Armije Republike Bosne i Hercegovine i pokušati se probiti prema teritoriju na sjeveru, pod kontrolom bosanskih vlasti. Oko 22h uvečer 11. srpnja «komanda divizije» je zajedno s bošnjačkim općinskim vlastima Srebrenice donijela odluku da se organizira kolona. Mlađi muškarci bojali su se da će ih ubiti ako padnu u srpske ruke u Potočarima i vjerovali da su im šanse veće ako kroz šume pokušaju pobjeći do Tuzle.
Kolona se okupila u blizini sela Jaglići i Šušnjari i počela se kretati prema sjeveru. Svjedoci su procijenili da se u koloni povlačilo između 10 000 i 15 000 ljudi. Oko trećina muškaraca u koloni bili su bosanski vojnici iz 28. divizije, iako nisu svi vojnici bili naoružani.
Oko ponoći 11. srpnja kolona se počela kretati duž poteza Konjević Polje-Bratunac. Dana 12. srpnja srpske su snage pokrenule topnički napad na kolonu koja je prelazila asfaltnu cestu na području između Konjević Polja i Nove Kasabe, na putu prema Tuzli. Samo otprilike jedna trećina muškarca uspješno je prešla asfaltnu cestu i kolona je razbijena u dva dijela. Cijeli dan i noć ostatak je kolone bio izložen jakoj vatri i granatiranju. Ljudi sa začelja kolone koji su preživjeli te patnje opisali su tu akciju kao «lov na ljude».
Muškarci Bošnjaci, koji su u Potočarima odvojeni od žena, djece i staraca (čiji broj je iznosio otprilike 1.000), prebačeni su u Bratunac, kamo su kasnije dovedeni bošnjački muškarci zarobljeni u koloni. Tisuće zarobljenih Bošnjaka, koji su u zarobljeništvo dospjeli nakon zauzimanja Srebrenice, pogubljeni su gotovo do posljednjeg čovjeka. Neke su ubijali vojnici koji su ih zarobili, pojedinačno ili u malim grupama, a neki su ubijeni na mjestima na kojima su bili privremeno zarobljeni. Međutim, većina njih pobijena je u pažljivo isplaniranim masovnim egzekucijama, počevši od 13. srpnja, i to na području odmah sjeverno od Srebrenice.
Većina masovnih egzekucija odvijala se prema točno utvrđenom obrascu. Muškarce su prvo odvodili u prazne škole ili skladišta. Nakon što bi ih tamo držali nekoliko sati, ukrcali bi ih u autobuse ili kamione, odveli na neko drugo mjesto i tamo ih pogubili. Polja na kojima su vršene egzekucije obično su se nalazila na osami. Zarobljenici su bili nenaoružani, no u mnogim slučajevima poduzete su mjere da se otpor svede na minimum, tako što su zarobljenicima stavljali poveze na oči, ruke vezali na leđima ili skidali cipele. Kada bi stigli na mjesta egzekucije, ljude su u malim grupama iskrcavali s kamiona, postrojavali ih i strijeljali. One koji su preživjeli prve rafale iz vatrenog oružja ubijali bi pojedinačnim hicem, no katkada su ih prethodno ostavljali da neko vrijeme pate.

### Plan pogubljenja bošnjačkih muškaraca iz Srebrenice
Napravljen je koordinirani plan da se zarobe svi vojno sposobni bošnjački muškarci. Među zarobljenima našli su se, ustvari, i mnogi dječaci znatno mlađi od te dobi i muškarci koji su bili nekoliko godina stariji, a koji su ostali u enklavi nakon zauzimanja Srebrenice. Ti su se muškarci i dječaci našli na udaru bez obzira na to jesu li odlučili pobjeći u Potočare ili pridružiti se koloni Bošnjaka.
Iako su Srbi duže vrijeme bili optuženi za masakr, priznanja od strane srpskih vlasti nije bilo sve do srpnja 2004. godine, kada su srpske vlasti priznale da su njihove sigurnosne snage izvršile pokolj. Komisija za Srebrenicu Republike Srpske u svom je finalnom izvještaju priznala da je ubojstvo više od 7.800 bošnjačkih muškaraca i dječaka bilo planirano. Komisija je ustanovila da je više od 7.800 ljudi ubijeno nakon što su skupljena 34 popisa s imenima žrtava.

### Masovne egzekucije
Obimno planiranje i koordinacija na visokoj razini, bez čega ne bi u nekoliko dana bilo moguće pobiti tisuće ljudi, očigledni su i iz najšturijeg opisa razmjera i metodičnosti kojom su se egzekucije izvršavale.

#### Dana 13. srpnja ujutro: egzekucije na Jadru
Jedna egzekucija manjih razmjera izvršena je na rijeci Jadar 13. srpnja. Sedamnaest je muškaraca odvezeno na mjesto na obali Jadra. Muškarce su ondje postrojili i strijeljali. Jedan svjedok, koga je metak pogodio u kuk, skočio je u rijeku i uspio pobjeći.

#### Dana 13. srpnja poslijepodne: egzekucije u Cerskoj dolini
Prva velika egzekucija dogodila se poslijepodne 13. srpnja 1995. godine. Između 1.000 i 1.500 bošnjačkih muškaraca iz kolone – koji su bježali kroz šumu i 13. srpnja poslijepodne bili zarobljeni i zatočeni na poljani kod Sandića – odvedeno je autobusima ili pješice u skladište u Kravici. Oko 18.00h, kad se skladište napunilo, vojnici su počeli unutra ubacivati ručne bombe i pucati u ljude nagurane u skladištu. Jedan od preživjelih prisjeća se:
»Odjednom, u skladištu je nastala velika pucnjava, a mi nismo znali odakle dolazi. Bilo je pušaka, ručnih bombi, rafala; u skladištu se tako zamračilo da ništa nismo mogli vidjeti. Ljudi su počeli jaukati, vikati, zapomagati. Onda bi nastalo zatišje, pa bi onda odjednom sve počelo iznova. I tako su oni nastavili pucati sve dok nije pala noć.«
Stražari raspoređeni oko zgrade ubijali su zatvorenike koji su pokušavali pobjeći kroz prozore. Kad je pucnjava prestala, skladište je bilo puno leševa.
Analiza DNK kose, krvi i ostataka eksplozivnih materijala sakupljenih u skladištu Kravica jaki su dokazi da se ondje ubijalo. Na zidovima i podu zgrade vještaci su pronašli tragove hitaca, ostatke eksplozivnog materijala, metaka i čahura, kao i ostatke ljudske krvi, kostiju i tkiva.
Forenzički dokazi koje je predočio tužitelj upućuju na vezu između skladišta u Kravici, primarne masovne grobnice poznate kao Glogova 2 i sekundarne grobnice poznate pod nazivom Zeleni Jadar 5.

#### Dana 13. i14. srpnja: Tišća
Autobusi pretrpani bošnjačkim ženama, djecom i starcima na putu iz Potočara u Kladanj bili su zaustavljeni u Tišći i pretraženi, a bošnjački muškarci koji su u njima zatečeni iskrcani su iz autobusa.
Svjedočenje otkriva da je u Tišći izvršena vrlo organizirana operacija. Jednog su svjedoka u predmetu Krstić s te kontrolne točke odveli u obližnju školu, gdje se već nalazio stanovit broj drugih zarobljenika. Jedan je časnik dao uputstva vojniku koji je svjedoka sprovodio u obližnju školu. Čini se da je u školi bio jedan vojnik koji je prenosio i primao naređenja putem poljskog telefona. Negdje oko ponoći, svjedoka su zajedno s još 22 muškarca ukrcali u kamion, s rukama vezanim na leđima. U jednom je trenutku kamion stao, a vojnik, koji se tamo nalazio, rekao je: «Ne ovamo. Odvezi ih gore, tamo gdje su već odvozili ljude.» Kamion je došao do druge točke, a vojnici su stali oko stražnjeg dijela kamiona i počeli pucati u zarobljenike.

#### Dana 14. srpnja: zatočenje u školi u Grbavcima i stratište u Orahovcu
Velika skupina zatvorenika koje su preko noći držali u Bratuncu odvezena je rano ujutro 14. srpnja konvojem od 30 autobusa u školu u Grbavcima kod Orahovca. Kad su stigli, školska je gimnastička dvorana već bila napola puna zarobljenicima koji su pristizali od ranih jutarnjih sati, da bi se za nekoliko sati zgrada potpuno napunila. Preživjeli procjenjuju da je tamo bilo između 2.000 i 2.500 ljudi, među kojima je bilo i vrlo mladih i vrlo starih, iako je optužba u predmetu Krstić sugerirala kako je to možda pretjerana procjena i kako je vjerojatnije da je na toj lokaciji bilo oko 1.000 zarobljenika. U jednom je trenutku, prema sjećanju jednog svjedoka, došao general Mladić i ljudima rekao: «Eto, vaša vlada vas ne želi pa se ja moram za vas pobrinuti».
Nakon što su ih u gimnastičkoj sali držali nekoliko sati, muškarce su toga poslijepodneva u manjim grupama odvodili na stratišta. Na odlasku iz gimnastičke sale, svaki je zatvorenik dobio povez za oči i nešto vode. Zatvorenike su zatim kamionima odvozili na stratišta udaljena manje od jednog kilometra. Muškarce bi postrojili i pucali im u leđa. One koji su preživjeli prvu paljbu ubili bi dodatnim hicem. Korištene su dvije susjedne livade: kad se jedna napunila tijelima, egzekutori su se preselili na drugu. Dok su se vršile egzekucije, kako su izjavili preživjeli, teška je mehanizacija kopala jame. Jedan je svjedok u predmetu Krstić, koji je preživio strijeljanje pretvarajući se da je mrtav, izvijestio da se general Mladić dovezao u crvenom automobilu i promatrao neke od egzekucija.
Forenzički dokazi potkrepljuju ključne momente iskaza preživjelih. Fotografije snimljene iz zraka pokazuju da je tlo u Orahovcu bilo prekopavano između 5. i 27. srpnja, a zatim ponovo između 7. i 27. rujna 1995. godine. U tom su području otkrivene dvije primarne masovne grobnice, koje su istražitelji nazvali Lažete 1 i Lažete 2. Grobni lokalitet Lažete 1 Tužilaštvo Haškog tribunala ekshumiralo je između 13. srpnja i 3. kolovoza 2000. godine. Svi od 130 nađenih pojedinaca za koje se spol mogao utvrditi bili su muškarci. U grobnici je nađeno 138 poveza za oči. Tokom ekshumacija na tom je lokalitetu nađen identifikacijski materijal dvadeset i tri osobe registrirane kao nestale nakon pada Srebrenice. Grobni lokalitet Lažete 2 djelomično je ekshumirao zajednički tim Tužilaštva i organizacije «Liječnici za ljudska prava», između 19. kolovoza i 9. rujna 1996. godine, a čitava je ekshumacija završena 2000. godine. Sve 243 žrtve iz Lažeta 2 bili su muškarci, a vještaci su ustanovili da je golema većina umrla od ozljeda nanesenih vatrenim oružjem. Osim toga, nađeno je 147 poveza za oči. Noge jedne žrtve bile su sputane platnenom vrećom. Forenzičke analize uzoraka tla i peludi, poveza za oči, ligatura, čahura i zračnih snimaka iskopanih i naknadno prekopanih grobnica po datumima pokazale su, nadalje, da su tijela iz grobnica u Lažetama 1 i Lažetama 2 bila uklonjena i ponovo ukopana u sekundarne grobnice na lokalitetima nazvanim Cesta za Hodžiće 3, 4 i 5. Zračne snimke pokazuju da su te sekundarne grobnice nastale između 7. rujna i 2. listopada 1995. godine, a Tužilaštvo ih je sve ekshumiralo 1998. godine.

#### Dana 14. i16. srpnja: zatočenje u školi u Pilici, stratište na Vojnoj ekonomiji Branjevo
Dana 14. srpnja, u školu u selu Pilica, sjeverno od Zvornika, autobusima je prevezeno još zarobljenika. Kao i u drugim objektima zatočenja, ni ovdje nije bilo hrane ni vode te je veći broj muškaraca umro od vrućine i dehidracije u gimnastičkoj dvorani škole. Ljude su u školi u Pilici držali dvije noći. Dana 16. srpnja, prema sada već poznatom obrascu, ljude su prozvali da izađu iz škole i ukrcali su ih u autobuse s rukama vezanim na leđima. Zatim su ih odvezli na Vojnu ekonomiju Branjevo gdje su ih postrojavali u grupe od 10 osoba te strijeljali.
Dražen Erdemović, pred Haaškim sudom osuđen na 5 godina zatvora zbog zločina protiv čovječnosti, bio je pripadnik 10. diverzantskog odreda VRS-a (prištapske jedinice Glavnog štaba) i sudjelovao je u masovnoj egzekuciji. Erdemović, koji je za vrijeme istrage i suđenja opetovano izražavao žaljenje zbog zločina koje je počinio, svjedočio je za optužbu u predmetu Krstić i u svom je iskazu spomenuo i sljedeće:
»Ljudima ispred nas je naređeno da se okrenu leđima prema nama. Nakon što su nam okrenuli leđa, mi smo u njih pucali. Izdana nam je naredba da pucamo.«
Erdemović je rekao da su sve žrtve osim jedne nosile civilnu odjeću i da, uz iznimku jedne osobe koja je pokušala pobjeći, prije strijeljanja nitko nije pružio nikakav otpor. U nekim su slučajevima egzekutori bili naročito okrutni. Kada bi koji od vojnika prepoznao nekoga iz Srebrenice, toga bi čovjeka tukli i ponižavali prije nego što bi ga ubili. Erdemović je svoje kolege vojnike morao nagovarati da za strijeljanje prestanu koristiti mitraljeze: iako su mitraljezi zarobljenicima nanosili smrtne ozljede, smrt nije nastupala odmah pa su tako njihove muke bivale produžene.
Erdemović je posvjedočio da je 16. srpnja 1995. godine oko 15.00 sati, nakon što su završili s egzekucijom zarobljenika na Vojnoj ekonomiji Branjevo, njemu i ostalim vojnicima iz 10. diverzantskog odreda rečeno da grupa od 500 zarobljenih bosanskih muslimana iz Srebrenice pokušava pobjeći iz obližnjeg društvenog doma. Erdemović i ostali pripadnici njegove jedinice odbili su sudjelovati u daljnjem ubijanju. Tada im je rečeno da dođu na sastanak s potpukovnikom u kafić u Pilici. Erdemović i ostali vojnici otišli su u kafić kako se od njih tražilo, a dok su čekali, čuli su pucnjavu i detonacije ručnih bombi. Buka je trajala otprilike 15-20 minuta, nakon čega je jedan vojnik iz Bratunca ušao u kafić i prisutne obavijestio da je «sve gotovo».
Toga je dana na tom stratištu ubijeno između 1.000 i 1.200 ljudi.
Na fotografijama područja oko Vojne ekonomije Branjevo snimljenima iz zraka 17. srpnja 1995. vidi se velik broj leševa u polju pored Vojne ekonomije, kao i tragovi rovokopača koji je pokupio leševe iz polja.
Pronalaženje žrtava na području Srebrenice, često u masovnim grobnicama, njihova ekshumacija i identifikacija traje relativno sporo. Do 2002. godine ekshumirano je 5.000 tijela, a identificirano ih je 200. Od tada je broj ekshumiranih tijela porastao na 6.000, a identificiranih na oko 2.000 (podatci iz 2005. godine).

## Prekopavanja grobnica
Forenzički dokazi pokazuju da su početkom jeseni 1995. godine, srpske snage napravile značajan napor da se prikriju masovna pogubljenja tako što su premještali primarne grobnice u udaljene sekundarne grobnice. Forenzički dokazi također pokazuju da su u periodu od nekoliko tjedana u rujnu i početkom listopada 1995. godine srpske snage iskopale mnoge primarne grobnice i premjestile tijela u udaljene sekundarne grobnice. Forenzičke su analize uspjele povezati određene primarne i sekundarne grobnice:
- - Branjevo vojna baza i Cancari put 12
  - Petkovići brana i Liplje 2
  - Orahovac (Lažete 2) i Hodžići put 5
  - Orahovac (Lažete 1) i Hodžići put 3 i 4
  - Glogova i Zeleni Jadar 5
  - Kozluk i Cancari put 3

Dokazi o prekopavanjima pokazuju značajan napor da se leševi iz primarnih grobnica sakriju, što je nesumnjivo uzrokovano velikim međunarodnim pritiskom koji je uslijedio nakon pada Srebrenice. Takve ekstremne mjere ne bi bile neophodne da je većina ljudi (pokopanih u primarnim grobnicama) poginula u borbama.

## Epilog i nedavni događaji
Vijesti o masakru prvi put su se pojavile u svjetskim medijima u kolovozu 1995. godine. Dana 10. kolovoza Sjedinjene Američke Države objavile su satelitske fotografije koje su prikazale moguće masovne grobnice nedaleko od sela Nova Kasaba. Na temelju toga američki je izvjestitelj David Rohde posjetio sjeveroistočnu Bosnu i istražio slučaj na licu mjesta. Dana 18. kolovoza Rohde je objavio u dnevnom listu «Christian Science Monitor» značajne vijesti i priče u kojima je iznio dokaze da se u srebreničkoj oblasti dogodio masakr velikih proporcija. Svjetski su mediji objavili da se veliki masakr nad Bošnjacima dogodio nakon što su srpske snage okupirale UN-ovu zaštićenu zonu i da UN-ovi promatrači nisu učinili ništa da to spriječe.
Godine 1996. su Ratko Mladić i Radovan Karadžić, vojni i politički vođe Srba, pred Međunarodnim sudom za bivšu Jugoslaviju optuženi za zločin genocida, zločin protiv čovječnosti, te kršenje zakona o običajima ratovanja. Radislavu Krstiću, najvišem časniku srpske vojske u Haaškom sudu, suđeno je 2000. godine za zločin genocida u Srebrenici. Godine 1995. Krstić je rukovodio napadom na Srebrenicu, zajedno s generalom Mladićem. U kolovozu 2001. godine Radislav Krstić je osuđen po optužbi za zločin genocida i dobio je 46 godina zatvorske kazne.
Nakon dugotrajne rasprave o pokolju u Srebrenici, u travnju 2002. godine, nizozemska je vlada (drugi kabinet Wima Koka) odlučila podnijeti kolektivnu ostavku, nakon službene istrage i izvješća kojeg je načinio Nederlands Instituut voor Oorlogsdocumentatie.
The Enclave, trodijelna televizijska serija bazirana na događajima u Srebrenici, prikazana je 1995. godine na nizozemskoj televiziji Nederlandse Publieke Omroep. Potom je napravljen i film, koji je obuhvatio navedene dijelove serije.
U ožujku 2003. godine izgrađen je Memorijalni cenatar u Potočarima, a otvorio ga je Bill Clinton. Prvih 600 identificiranih žrtava pokolja pokopano je 31. ožujka, dok je još 118 pokopano 11. srpnja iste godine, na osmu godišnjicu pokolja. Na devetu godišnjicu pokolja, 11. srpnja 2004. godine, ukopano je još 338 identificiranih žrtava.
Istraživačko dokumentacijski centar objavio je da je 7.711 osoba nestalo ili poginulo tijekom tog razdoblja. Godine 2004. Visoki predstavnik međunarodne zajednice Paddy Ashdown prinudio je Vladu Republike Srpske da osnuje Komisiju za istragu događaja u Srebrenici. Komisija je u listopadu 2004. godine objavila izvješće u kojemu je potvrdila da je s područja Srebrenice nestalo ili poginulo 8.373 osoba (od toga su 7.793 osobe ubijene između 10. i 19. srpnja 1995. godine, a ostale nakon tog razdoblja), od čega je 500-injak bilo mlađe od 18 godina (tj. 1 od 16 žrtava) a popis uključuje i nekoliko desetaka žena i djevojčica.
Srpska strana osporavala je nalaze Komisije, tvrdeći da je Komisija radila pod pritiskom Visokog predstavnika. Međutim, Dragan Čavić, predsjednik Republike Srpske, preko televizije je rekao da su srpske snage pobile nekoliko tisuća civila u Srebrenici, kršeći međunarodno pravo. Istaknuo je da je Srebrenica crno poglavlje srpske povijesti.
Dana 10. studenoga 2004. godine Vlada Republike Srpske objavila je službenu ispriku, nakon što je srpska vlada razmotrila izvještaj Komisije. Vlada Republike Srpske je priopćila:
»Izvještaj jasno pokazuje da su ogromni zločini počinjeni u regiji Srebrenice, srpnja 1995.«
Tri mjeseca kasnije, 18. siječnja 2005. godine, dvojica su srpskih časnika – Vidoje Blagojević i Dragan Jokić – osuđeni i poslani u zatvor zbog sudjelovanja u srebreničkom pokolju.
Sredinom 2005. godine sarajevski je fotograf Tarik Samarah u suradnji s novoosnovanom nevladinom organizacijom Inicijativa mladih za ljudska prava širom Beograda postavio 27 velikih reklaminih panoa u sjećanje na srebrenički pokolj. Panoi su izazvali veliku kontroverzu i mnogi su bili uništeni porukama na kojima je pisalo "Nož, žica, Srebrenica," "Biće repriza," i "Ratko Mladić".
Dana 11. srpnja 2005. godine navršilo se 10 godina od pokolja u Srebrenici. Komemorativnoj ceremoniji u Potočarima prisustvovalo je oko 50.000 ljudi i preko 40 državnih delegacija. Tog je dana pokopano još 610 identificiranih žrtava. Srpski predsjednik Boris Tadić također je prisustvovao komemoraciji, odao je počast i poklonio se pred tabutima žrtava. Tadićevo je prisustvo izazvalo ogorčenje među srpskim ultranacionalistima, ali ga je pozdravila međunarodna zajednica. Francuski, nizozemski i britanski ministri također su bili prisutni, kao i Richard Holbrook, bivši američki predstavnik za Balkan. Britanski tajnik vanjskih poslova Jack Straw ispričao se u ime međunarodne zajednice rekavši: «sramota je međunarodne zajednice da se ovakvo zlo dogodilo ispred našeg nosa, a da nismo učinili ništa».
Do danas je nastavljeno otkopavanje masovnih grobnica. Žrtve se s počastima pokapaju, što za obiteljima poginulih daje osjećaj epiloga.

## Uloga Srbije
Dana 2. srpnja 2005. godine pojavila se video-snimka zlostavljanja i egzekucije četvorice dječaka i dvojice mladića, žrtava srebreničkog pokolja. Dokaz se pojavio na suđenju Miloševiću kao svjedočanstvo o umiješanosti pripadnika srpskih policijskih jedinica u srebreničkom pokolju. Video-snimka prikazuje svećenika Srpske pravoslavne crkve koji blagoslivlja nekoliko vojnika. Potom se vojnici pojavljaju privodeći vezane civile i na kojima se vide tragovi fizičkog nasilja. Ti su civili kasnije identificirani kao četvorica maloljetnika mlađih od 16 godina i dvojica ljudi dvadesetih godina. Dok se voze u kamionu, ležeći svezani na podu kamiona, vojnici ih udaraju nogama u glavu i psuju. Potom je prikazana egzekucija četvorice civila, koji su nakon toga snimljeni kako leže u polju. Zatim se čuje negodovanje snimatelja, koji se žali na ispražnjene baterije, jer nije u stanju nastaviti snimanje. Vojnici naređuju dvojici civila da u obližnju štalu premjeste leševe tek ubijenih ljudi, nakon čega su i njih dvojica pogubljeni.
Video-snimka je izazvala javno zgražanje u Srbiji. U danima nakon njegovog prikazivanja Srpska je vlada vrlo brzo uhvatila neke od bivših vojnika identificiranih na snimci. O događaju su najviše izvještavale novine Danas te radio-televizijska stanica B92. Sve relevantne svjetske medijske kuće nekoliko su dana izvještavale i prikazivale snimku strijeljanja Bošnjaka. Prema izvorima bosanskih medija, nekoliko je članova obitelji pogubljenih mladića vidjelo pogubljenja svojih najmilijih na televiziji. Ipak, mišljenja su i dalje bila podijeljena i nastupio je velik revizijski odgovor. Novinska je kuća Dnevne novosti ubrzo nakon prikazivanja videa objavila popis od 3287 Srba navodno ubijenih u Srebrenici i njezinoj okolici, a u to je vrijeme također objavljena i snimka koja prikazuje kako mudžahedini pogubljuju srpske vojnike. Kasnije se ustanovilo da je riječ o montiranoj snimci, na kojoj se nigdje ne prikazuje pogubljenje srpskog vojnika. Srpska radikalna stranka je javno, na tiskovnoj konferenciji, priznala da je snimka montirana.
U veljači 2010. godine, srbijanska policija je pretražila Mladićev dom u Beogradu uz pomoć nove opreme: kamere sposobne gledati kroz zid i beton. Otkrili su lažni zid u kojem je otkriveno 18 Mladićevih ratnih dnevnika, bilježnica, 120 zvučnih zapisa, kartice za mobitele te hrpu dokumenata - dokaza o koordinaciji Vojske Republike Srpske i Srbije tijekom rata, naročito vojničke naredbe i opskrba oružjem, vezu koju su do tada obje strane osporavale. Dokumenti su predani Međunarodnom sudu par mjeseci kasnije.

### Rezolucija Sjedinjenih Američkih Država br. 199
Dana 27. srpnja 2005. godine američki je Zastupnički dom usvojio rezoluciju (H. Res 199, koju su predložili kongresnici Christopher Smith i Benjamin Cardin) i na taj način obilježio desetogodišnjicu pokolja u Srebrenici. Rezolucija je usvojena apsolutnom većinom, s 370 glasova za, jednim glasom protiv, dok su 62 glasača bila odsutna.
Rezolucija je višestranačka mjera kojom se obilježavao 11. srpnja 1995. – 2005. desetogodišnjica srebreničkog pokolja u kojemu su srpske snage preko 8000 muškaraca i dječaka detaljno i metodično odvojile od svojih kćeri, majki, sestara i supruga i potom ubile, zakopale u masovne grobnice i onda premjestile u sekundarne grobnice kako bi se prikrio zločin. Srebrenica je pala nakon napada srpskih snaga 11. srpnja 1995. godine. Grad je u to vrijeme bio UN-ova sigurnosna zona i pod zaštitom međunarodne zajednice. Masakr u Srebrenici bio je najgori pokolj u Europi poslije Drugog svjetskog rata.
Rezolucija kaže:
»Politika agresije i etničkog čišćenja koju su implementirale srpske snage u Bosni i Hercegovini od 1992. do 1995. godine s direktnom pomoći vlasti Savezne Republike Jugoslavije (Srbije i Crne Gore), a koja je uzrokovala raseljenje više od 2.000.000 stanovnika i procjenjeno 200.000 žrtava, desetine tisuća silovanih ili na drugi način mučenih i zlostavljanih osoba, dok su nevini civili Sarajeva i drugih urbanih naselja bili neprestano izloženi granatiranju i snajperskim napadima; definirani su kao kriminalni čin genocida po definiciji kako navodi članak 2 Konvencije za prevenciju i kažnjavanje genocida, potpisan u Parizu 9. prosinca 1948. godine i stavljen u punopravnu snagu 12. siječnja 1951. godine.«

## Presude
Međunarodni sud za ratne zločine počinjene na području bivše Jugoslavije (ICTY) je za zločine u Srebrenici optužio ukupno 21 osobu. Nekadašnji general Drinskog korpusa Radislav Krstić je 2001. godine postao prvi optuženik osuđen za genocid te je dobio 46 godina zatvora, koja je nakon podignute žalbe 2004. godine smanjena na 35 godina zatvora. Krstić je bio prvi Europljanin osuđen za genocid od nekog međunarodnog suda nakon Nürnberškog procesa
Slobodan Milošević je također bio optužen za razne zločine u Bosni, među njima i za Srebrenicu, ali je preminuo prije presude.
Pukovnik Vidoje Blagojević je u siječnju 2005. godine proglašen krivim za ratne zločine u Srebrenici te je osuđen na zatvorsku kaznu od 18 godina, koja je nakon podignute žalbe smanjena na 15 godina.
10. lipnja 2010. godine, ICTY je donio presude sedmorici vojnih i policijskih dužnosnika bosanskih Srba za pokolj u Srebrenici i Žepi, u najvećem suđenju te ustanove to tada. Suđenje Popoviću i drugima počelo je 14. srpnja 2006. godine, a iznošenje završnih riječi dovršeno je 15. rujna 2009. godine. Raspravno vijeće zasjedalo je ukupno 425 dana, tijekom kojih je u sudski spis uvršteno više od 5.300 dokaznih predmeta, a saslušano je 315 svjedoka. Vujadin Popović, obavještajni časnik Drinskog korpusa Armije Republike Srpske, i Ljubiša Beara, pukovnik iste vojske, proglašeni su krivim za genocid, istrebljenje, progon i ubojstva te su osuđeni na doživotne kazne u zatvoru. Drago Nikolić, šef sigurnosti Zvorničke brigade, proglašen je krivim za sudjelovanje i pomaganje u genocidu te je osuđen na 35 godina zatvora. Ljubomir Borovčanin osuđen je za pomaganje i sudjelovanje u istrebljenju, ubojstvu, progonu i prisilnu deportaciju te je osuđen na kaznu od 17 godina. Vinko Pandurević dobio je 13, Radivoje Miletić 19 a Milan Gvero pet godina zatvorske kazne. "Opseg i priroda ubilačke operacije, stravičan broj ubojstava, jasna namjera - vidljiva iz dokaza - da se eliminira svaki bosanski musliman koji je uhićen ili koji se predao pokazuje izvan razumne sumnje da je riječ o genocidu", objavio je ICTY.
ICTY je također 2005. godine optužio Milorada Trbića - između ostalog, da je odgovoran za pogubljenje oko 1.000 Bošnjaka u Orahovcu u jednom danu, 13. srpnja 1995. godine, te mnoge druge zločine - ali je njegov predmet ustupljen sudu Bosne i Hercegovine. 16. listopada 2009. godine prvostupanjskom presudom sud BiH proglasio je Trbića krivim za genocid i istrebljenje u Srebrenici počinjene u okviru udruženog zločinačkog poduhvata, te ga osudio na dugotrajni zatvor u trajanju od 30 godina.
Radovanu Karadžiću počelo se suditi u Haagu 2009. godine a Zdravku Tolimiru 2010. Optuženi general Ratko Mladić je uhićen 26. svibnja 2011. godine.

## Vanjske poveznice
- (engl.) Početna optužnica pri MKSJ protiv Karadžića i Mladića za Srebrenicu.
- (boš.) Organizacija Majke Srebrenice.
- (engl.) Netherlands Institute for War Documentation - studije o događajima prije, tijekom i nakon pada Srebrenice
- (boš.) Memorijalni centar Srebrenica  Arhivirana inačica izvorne stranice od 29. srpnja 2010. (Wayback Machine)
- (en.) O genocidu u Srebrenici na stranicama PBS-a  Arhivirana inačica izvorne stranice od 7. lipnja 2009. (Wayback Machine)